# Phyllachne uliginosa
Phyllachne uliginosa là một loài thực vật có hoa trong họ Stylidiaceae. Loài này được J.R. Forst. & G. Forst. miêu tả khoa học đầu tiên năm 1775.